# Пламен Донев
Пламен Донев е бивш български футболист и настоящ треньор.

## Професионална кариера
Юноша на Светкавица, през цялата си футболна кариера 1973 до 1992 година е играл само за Светкавица като записва 355 мача за тима. На 16 октомври 2017 г. влиза в щаба на Веселин Великов в Дунав Русе.